# Friedrich Franek

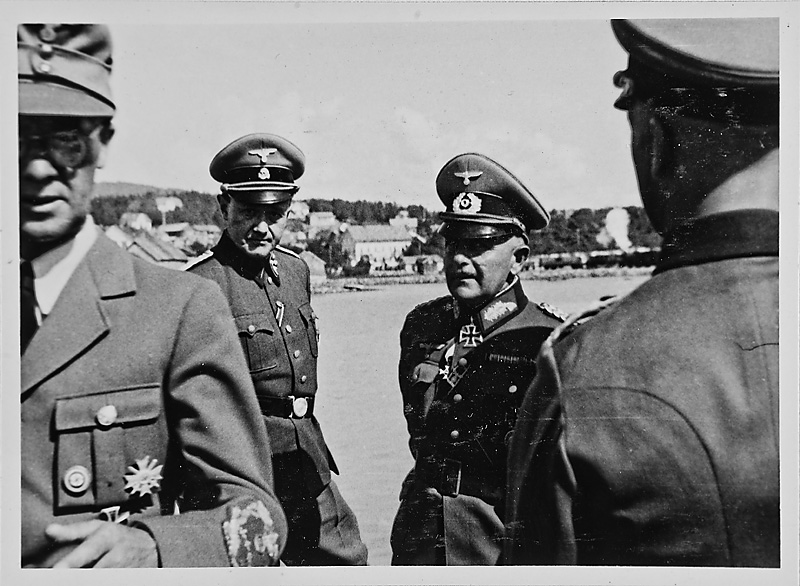
General Franek (Mitte) mit Josef Terboven (ganz links) in Norwegen unter deutscher Besatzung 1942.

Friedrich Franek (* 16. Juli 1891 in Wien; † 8. April 1976 ebenda) war ein deutscher Offizier österreichischer Herkunft, zuletzt Generalleutnant im Zweiten Weltkrieg. Franek und Alois Windisch waren die einzigen Personen, die sowohl das Ritterkreuz des Maria-Theresia-Ordens als auch das Ritterkreuz des Eisernen Kreuzes erhielten.

## Leben
Franek, der Sohn eines Bäckermeisters, trat am 18. August 1910 als Fähnrich in das Infanterieregiment 41 der k.u.k. Armee ein. Während des Ersten Weltkrieges diente er an verschiedenen Kriegsschauplätzen. Für seine Leistungen als Oberleutnant und Kompaniekommandant am 17. August 1917 während der 11. Isonzoschlacht wurde er nach Kriegsende mit dem Ritterkreuz des Militär-Maria-Theresien-Ordens ausgezeichnet (am 10. Juni 1921 bestätigte Anspruchsberechtigung). Wäre diese Verleihung noch zu Zeiten der k.u.k. Monarchie erfolgt, hätte Franek damit automatisch den österreichischen Adelsstand erhalten und hätte außerdem unter Ausschluss der sonst üblichen Gebühren um die Erhebung in den Freiherrenstand ansuchen dürfen.
Nach Kriegsende verblieb Franek im österreichischen Militärdienst und wurde in das Bundesheer übernommen. Er nahm im August 1921 ein Studium der Staats- und Wirtschaftswissenschaften auf, das Franek im Mai 1925 mit der Promotion als Dr. rer. pol. erfolgreich abschloss. Als Major diente er 1933 beim Wiener Infanterieregiment Nr. 2.
Nach dem Anschluss Österreichs an das Deutsche Reich folgte zum 15. März 1938 seine Übernahme in das Heer der Wehrmacht. Zu Beginn des Zweiten Weltkriegs zunächst noch Bataillonskommandeur, stieg Franek im Februar 1940 zum Regimentskommandeur auf. Nach einer schweren Verwundung am 12. September 1941 verbrachte er längere Zeit im Lazarett und wurde dann in die Führerreserve versetzt. Am 1. März 1942 wurde er zunächst mit der Führung der 196. Infanterie-Division beauftragt und einen Monat später zum Kommandeur ernannt. Im weiteren Kriegsverlauf hatte er zwischen 1. Januar und 7. Mai 1944 das Kommando über die 44. Infanterie-Division, welche in der Schlacht von Monte Cassino schwere Verluste erlitt, und ab 26. Juni über die 73. Infanterie-Division an der Ostfront. Am 29. Juli 1944 geriet Franek bei den Kämpfen vor Warschau in sowjetische Kriegsgefangenschaft, aus der er am 22. Juli 1948 entlassen wurde.

## Auszeichnungen (Auswahl)
- Eisernes Kreuz (1914) II. Klasse
- Erinnerungskreuz 1912/13

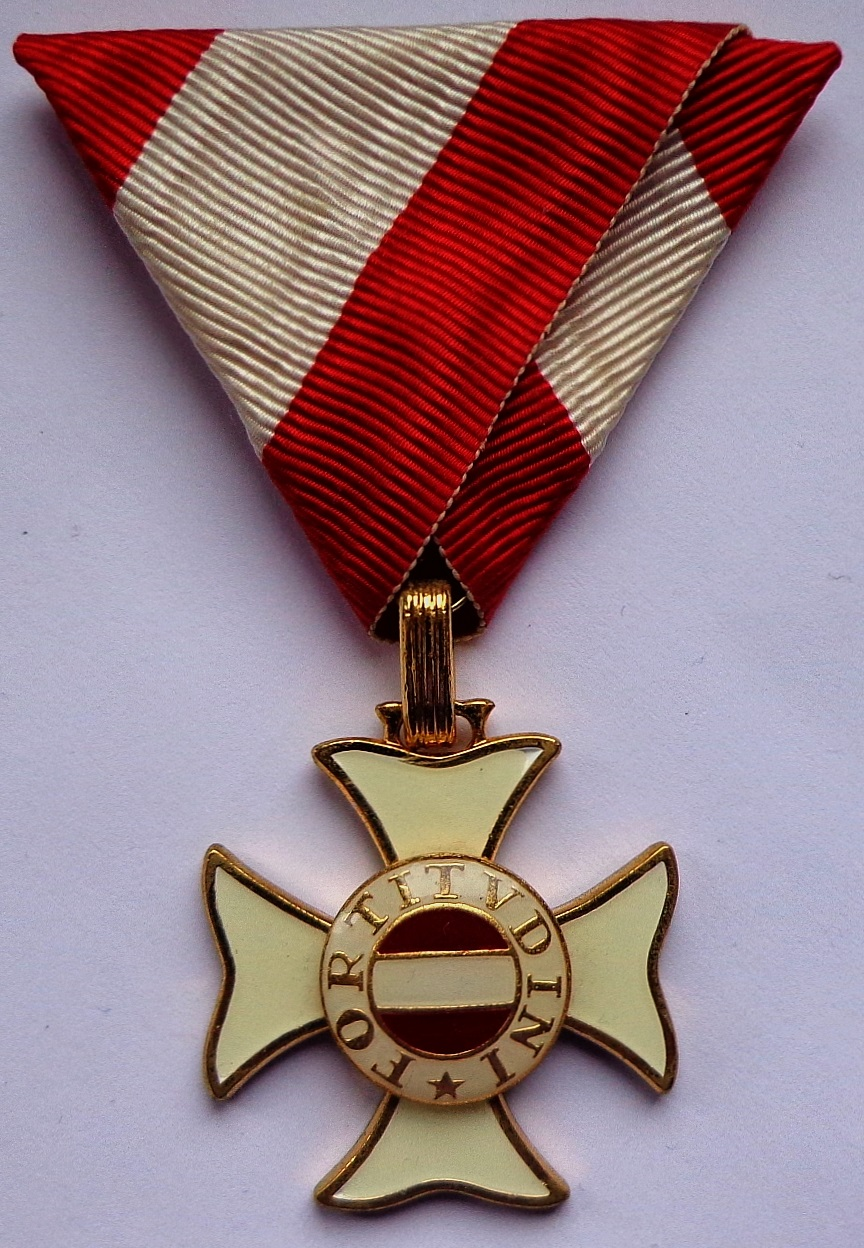
Ritterkreuz des Militär-Maria-Theresien-Ordens

- Verwundetenmedaille mit zwei Streifen
- Karl-Truppenkreuz
- Bronzene Militär-Verdienstmedaille am Bande des Militärverdienstkreuzes mit Schwertern
- Silberne Militär-Verdienstmedaille am Bande des Militärverdienstkreuzes mit Schwertern
- Militärverdienstkreuz III. Klasse mit der Kriegsdekoration und Schwertern
- Goldene Tapferkeitsmedaille für Offiziere
- Ritterkreuz des Maria-Theresia-Ordens, Ritterkreuz
- Eisernes Kreuz (1939) I. Klasse
- Spange zum Eisernen Kreuz II. Klasse
- Verwundetenabzeichen (1939) in Schwarz
- Ritterkreuz des Eisernen Kreuzes am 4. November 1941[1]